# Diamela Eltit

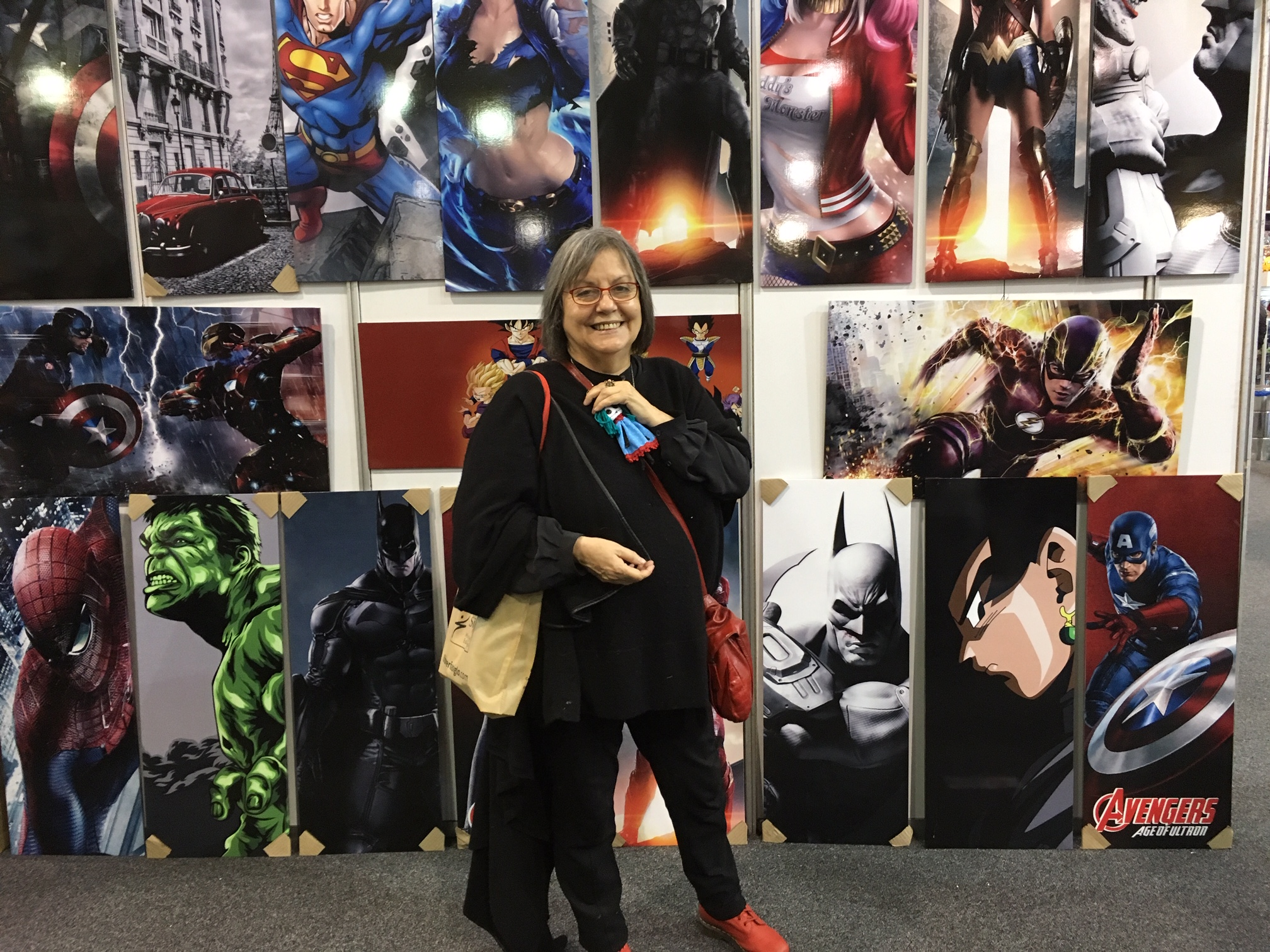
Diamela en Nueva York 2018

Ana Diamela Nadine Eltit González (Santiago, 24 de agosto de 1947) es una escritora chilena. En 2018 fue galardonada con el Premio Nacional de Literatura y, en 2021, recibió el Premio Internacional Carlos Fuentes y el Premio FIL de Literatura en Lenguas Romances.

## Biografía
Nació en Santiago de Chile, circunscripción Universidad, el 24 de agosto de 1947, hija de Carlos Humberto Eltit González y María Raquel González González.

### Carrera laboral
Entre 1966 y 1970 cursa estudios en la Universidad Católica de Chile y en 1971 se gradúa como profesora de Estado de Castellano. Entre 1973 y 1976 realiza estudios de posgrado en el Departamento de Estudios Humanísticos de la Universidad de Chile para obtener una licenciatura en Literatura.
A partir de 1977 inicia una extensa carrera como profesora en diversos establecimientos educacionales, entre los más destacados el Instituto Nacional y el Liceo Carmela Carvajal de Prat. En 1984 realiza sus primeros cursos universitarios en la Universidad ARCIS. Posteriormente hace clases en distintas universidades chilenas y extranjeras y establece una pertenencia en la Universidad Tecnológica Metropolitana, que perdura hasta ahora, e inicia la práctica de dirigir talleres literarios.
En el curso de los últimos treinta años ha dictado conferencias y participado en paneles, seminarios y foros en diversas universidades chilenas, latinoamericanas, norteamericanas y europeas. En el exterior ha sido profesora invitada en las Universidades Stanford, Washington en Saint Luis, Columbia, Johns Hopkins, Pittsburgh, Virginia, California en Berkeley y de Nueva York, en la que entre 2007 y 2021fue Profesora Distinguida Global en su Programa de Escritura Creativa en Español. En el año académico 2014-2015 fue nominada a la Cátedra Simón Bolívar en el Centro de Estudios Latinoamericanos de la Universidad de Cambridge.

### Relaciones familiares
En 1979 se casó con el poeta Raúl Zurita, cuyo matrimonio se anuló en 1990. En 1998 contrajo matrimonio con el político socialista Jorge Arrate, exministro de Minería del presidente Salvador Allende y candidato presidencial de la izquierda chilena en 2009, su actual marido.

### Vida artística
En 1979, cuando era una estudiante de literatura en la Universidad de Chile, fundó junto a Raúl Zurita, Lotty Rosenfeld, Juan Castillo y Fernando Balcells el Colectivo de Acciones de Arte (CADA) que fue parte importante de la denominada Escena de Avanzada. CADA buscaba reformular los circuitos artísticos bajo la dictadura militar de Augusto Pinochet.
Diamela Eltit incursionó en el ámbito literario desde la década de 1970, aunque recién fue conocida con la publicación de un libro de ensayos: Una milla de cruces sobre el pavimento (1980)En 1980 Eltit publicó su primer libro —Una milla de cruces sobre el pavimento—, un volumen de ensayos. El año anterior ya había incursionado en la ficción. Su primera novela —Lumpérica— apareció en 1983.
En el artículo consagrado a Eltit en el portal cultural Memoria Chilena, se explica que "la década de 1980 fue particularmente complicada para los intelectuales chilenos, que debieron recurrir a diversas estrategias para difundir sus obras en un ambiente cultural donde regía la censura. En este contexto, las publicaciones de mujeres fueron un gran aporte, ya que generaron innovadores espacios de reflexión sobre temas políticos contingentes y otros tópicos de interés, como la sexualidad, el autoritarismo, lo doméstico, las políticas de lo cotidiano y la famosa identidad de género. En esta nueva generación de escritoras se encontraba Eltit, quien no solo articuló un novedoso proyecto de escritura —una propuesta teórica, estética, social y política desde un nuevo espacio de lectura—, sino que también desarrolló un trabajo visual como integrante del CADA".
Tanto en Lumpérica como en la novela que la siguió tres años más tarde, Por la patria, Eltit "trabajó desde lo marginal, construyendo lo que se ha llamado un espacio de resistencia y crítica a los distintos poderes que regían la oficialidad". En El cuarto mundo, 1988, "abordó la reflexión sobre la identidad latinoamericana y lo mestizo". Al año siguiente publicó su primer libro de testimonios, El padre mío, "donde escribió sobre la fragmentación, la corrupción, la violencia y la nación degradada".
A partir de 1990, la obra de Diamela Eltit se circunscribió al momento de redemocratización nacional. En 1991 viajó a México como agregada cultural (cargo que ejerció hasta 1994), donde finalizó Vaca sagrada (1991). También colaboró activamente en la revista Crítica Cultural y en otros medios de prensa. Mientras residía allí elaboró, junto a la fotógrafa Paz Errázuriz, un libro de carácter documental sobre amor y locura: El infarto del alma, publicado en 1994 (en 2012 fue llevada al teatro por el director Luis Guenel con el título de El otro). Al año siguiente recibió su primer premio, el Premio José Nuez Martín, conferido por la Universidad Católica de Chile.
Tres novelas de Eltit integraron la lista seleccionada en 2007 por 81 escritores y críticos latinoamericanos y españoles para la revista colombiana Semana de las Cien mejores novelas en castellano de los últimos 25 años, es decir, a partir de 1982: Lumpérica (N.º 58), El cuarto mundo (N.º 67) y Los vigilantes (N.º 100). Por años Eltit fue candidata al Premio Nacional de Literatura, habiéndose negado a participar en campañas de promoción.
En 1997, mientras era profesora invitada en la Universidad de Columbia, en Nueva York, terminó su novela Los trabajadores de la muerte, inspirada en la tragedia griega. En 2002 publicó Mano de obra, donde, en palabras de Raquel Olea, presenta “una metáfora ejemplar de la fagocitación del sujeto público y del discurso social en la sociedad chilena actual”. La obra ha sido llevada al teatro, bajo la dirección de Alfredo Castro, y traducida recientemente al griego.

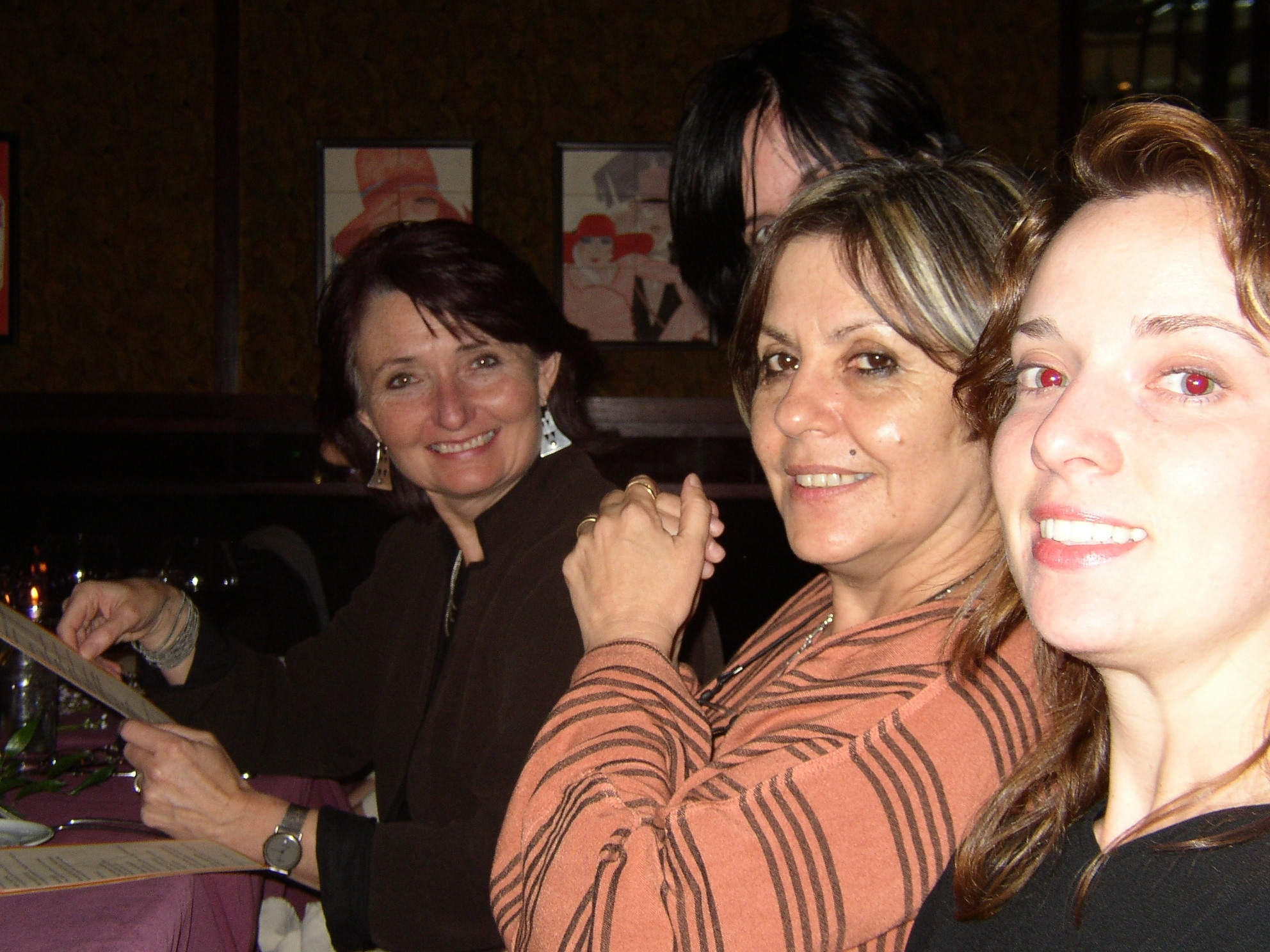
comida con Diana Taylor

Puño y letra (2005) ha sido adaptada al teatro. Dirigida por Jorge Becker, se estrenó en enero de 2013 en el teatro santiaguino Ladrón de Bicicletas.
Desde 2008 hasta 2015 Eltit fue columnista de cultura y política en el semanario chileno The Clinic. Actualmente escribe sus columna en el medio digital El Desconcierto.
En 2012 la editorial española Periférica  llegó a un acuerdo directo con Eltit para reeditar toda su obra narrativa, comenzando por la novela Jamás el fuego nunca (2007), también teatralizada por Alfredo Castro y puesta en escena en El Teatro de la Memoria. Luego Periférica publicó Fuerzas especiales (2014). Los libros son parte de la colección Largo recorrido.
La obra de Eltit ha sido objeto de numerosos estudios, tanto en español como en otros idiomas. Casa de las Américas le dedicó su Semana de Autor en 2002, y en octubre de 2006, se organizó en la Universidad Católica de Chile el Coloquio Internacional de Escritores y Críticos: Homenaje a Diamela Eltit, que resultó en el libro Diamela Eltit: redes locales, redes globales (Iberoamericana, 2009), con los ensayos de los participantes en el encuentro. Los libros y ensayos sobre la literatura de Eltit escritos en español e inglés son numerosos. En 2012, la profesora de literatura latinoamericana en la Universidad de Orléans Catherine Pélage publicó un libro en francés sobre la escritora: Diamela Eltit: Les déplacements du féminin ou la poétique en mouvement au Chili.
La Universidad de Princeton adquirió en 2013 el archivo de Diamela Eltit, compuesto por manucristos, correspondencia y fotos.
Obras de Eltit se hallan traducidas al inglés, francés, finés, portugués, italiano y griego.

## Obras

### Novelas
- Lumpérica (1983)
- Por la patria (1986), financiada con una Beca Guggenheim
- El cuarto mundo (1988). Ed. Periférica (Extremadura, España)
- Vaca sagrada (1991)
- Los vigilantes (1994)
- Los trabajadores de la muerte (1998)
- Mano de obra (2002)
- Jamás el fuego nunca (2007). Ed. Periférica (Extremadura, España). Severo Ed. (Quito, Ecuador).
- Impuesto a la carne (2010)
- Fuerzas especiales (2013). Ed. Periférica (Extremadura, España)
- Sumar (2018). Ed. Periférica (Extremadura, España)
- Falla humana (2023). Ed. Periférica (Extremadura, España)

### Ensayos y crónicas
- Una milla de cruces en el pavimento (1980)
- Elena Cafferena: el derecho a voz, el derecho a voto (1992)
- Crónica del sufragio femenino en Chile (1994)
- Emergencias (2000)
- Puño y letra (2005)[19]
- Signos vitales (2008)
- Réplicas (2016)
- A máquina Pinochet e outros ensaios (2017)
- El ojo en la mira (2021)
- Errante, erratica: pensare il limite tra letteratura, arte e politica (2022)
- Essays on Chilean Literature, Politics, and Culture (2023)

### Varios
- Mujer, arte y periferia (1987), con Nelly Richard y Lotty Rosenfeld, exhibición
- El padre mío (1989), testimonios
- El infarto del alma (1994), junto a Paz Errázuriz, documental
- Conversaciones con Diamela Eltit (1998), entrevistas
- Conversaciones en Princeton (2002), entrevistas
- Antología personal (2012), antología
- Dos guiones (2017), guiones
- No hay armazón que la sostenga (2017), entrevistas

## Premios y reconocimientos
- Beca Guggenheim, 1985
- Beca del Social Science Research Council (Estados Unidos), 1988, para investigar sobre Gabriela Mistral, María Luisa Bombal y Marta Brunet
- Premio José Nuez Martín 1995 por Los vigilantes
- Nominada al Premio Altazor 2001 en la categoría de ensayo literario con Emergencias. Escritos sobre literatura, arte y política
- Premio Iberoamericano de Letras José Donoso 2010[20]
- Nominada al Premio Altazor 2011 en la categoría de narrativa con Impuesto a la carne
- Finalista del Premio Rómulo Gallegos 2011 con Impuesto a la carne[21]
- Premio Altazor 2014 en la categoría de narrativa por Fuerzas especiales
- Jamás el fuego nunca seleccionado entre 25 mejores libros publicados en español en los últimos 25 años; lista confeccionada por el suplemento literario Babelia del diario  El País de España como resultado de la votación realizada por 50 críticos y de ambos lados del Atlántico en 2016
- Premio Municipal de Literatura de Santiago 2017, categoría Ensayo, por Réplicas. Escritos sobre literatura, arte y política[22]
- Premio Nacional de Literatura de Chile 2018[3]
- Premio Carlos Fuentes 2021[23]
- Premio FIL de Literatura en Lenguas Romances 2021.[4]